# Facultad de Humanidades y Artes (Universidad Nacional de Rosario)
La Facultad de Humanidades y Artes es una unidad académica de la Universidad Nacional de Rosario.

## Historia
El 9 de agosto de 1947, fue creada la Facultad de Filosofía, Letras y Ciencias de la Educación de la Universidad Nacional del Litoral. Ésta comenzó a funcionar a partir del 5 de junio de 1948, en el recinto del Colegio Nacional N.º 1.  
El 29 de diciembre de 1951 se decide la compra del actual edificio, que está ubicado en la calle Entre Ríos 758 de la ciudad de Rosario, donde antes había funcionado el Colegio y abadía de la Santa Unión de los Sagrados Corazones.
El 5 de septiembre de 1966, la casi totalidad de sus docentes de la entonces Facultad de Filosofía, Letras y Ciencias del Hombre, renunció a sus cargos en repudio por la intervención que el gobierno de Onganía estableció a todas las universidades nacionales, y por la represión que sufrieran los docentes y alumnos de la Facultad de Ciencias Exactas e Ingeniería de la UBA.
El 26 de noviembre de 1968, fecha de la creación de la Universidad Nacional de Rosario, se la incluyó entre las facultades y otros organismos con sede en Rosario, que constituyeron la universidad recién creada. Esta unidad académica se constituyó en un principio con las carreras de Filosofía, Letras e Historia, incorporándose luego Psicología.
En el año 1969, los Institutos conformaron las Escuelas de Letras, Historia, Filosofía y Psicología. En 1976 los Institutos Superiores de Bellas Artes y Música se transformaron también en Escuelas.
Desde su creación a la fecha la facultad transmutó su nombre de Facultad de Filosofía y Letras a Facultad de Filosofía, Letras y Ciencias del Hombre y luego a Facultad de Filosofía. Desde el 15 de junio de 1979 adquirió el nombre actual: Facultad de Humanidades y Artes.
En 1985 se crean las Escuelas de Antropología y Ciencias de la Educación. En 1988 la Asamblea Universitaria crea la Facultad de Psicología, por lo cual la Escuela del mismo nombre se independiza de la Facultad de Humanidades y Artes. 
En 1990 se crea la Licenciatura y Profesorado en Portugués. En 2008 se crea la carrera de Traductorado en Portugués.

## Carreras de Grado
- Profesorado en Letras
- Licenciatura en Letras
- Profesorado en Filosofía
- Licenciatura en Filosofía
- Tecnicatura en Gestión Cultural
- Licenciatura en Gestión Cultural

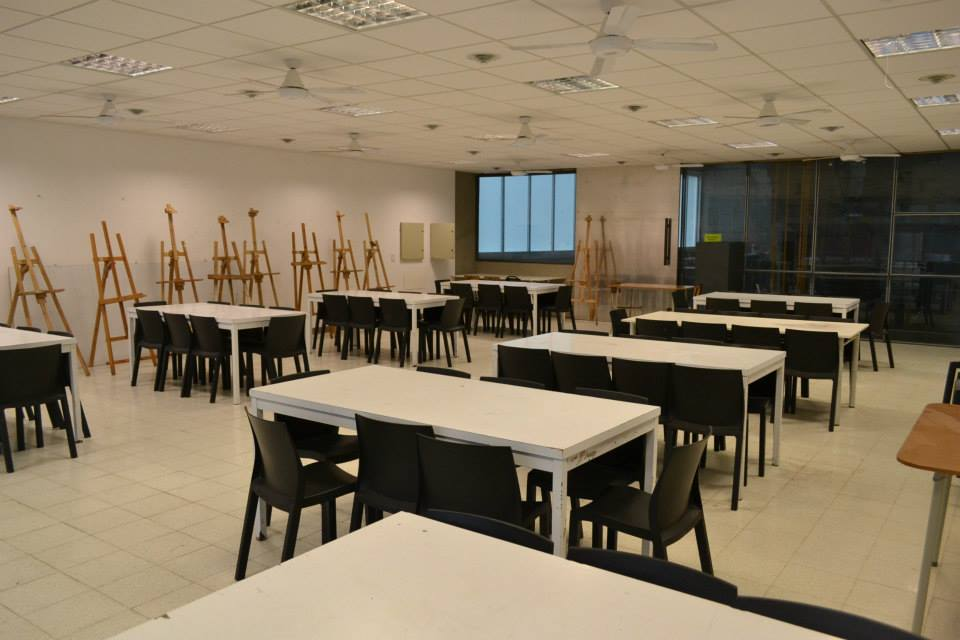
Facultad de Humanidades y Artes (UNR)

- Profesorado en Ciencias de la Educación
- Licenciatura en Ciencias de la Educación
- Profesorado en Antropología
- Licenciatura en Antropología
- Profesorado en Historia
- Licenciatura en Historia
- Profesorado en Bellas Artes
- Licenciatura en Bellas Artes
- Profesorado en Portugués
- Licenciatura en Portugués
- Traductor Público Nacional de Portugués
- Técnico Universitario en Bandoneón
- Técnico Universitario en Batería
- Licenciatura en Órgano
- Licenciatura en Canto
- Licenciatura en Composición
- Licenciatura en Cuerdas [Violín, Viola, Violonchelo y Contrabajo]
- Licenciatura en Dirección Coral
- Licenciatura en Educación Musical
- Licenciatura en Guitarra
- Licenciatura en Piano
- Licenciatura en Tecnologías Aplicadas al Arte Sonoro
- Licenciatura en Vientos [Flauta, Clarinete, Saxofón, Fagot, Oboe, Trompeta, Trombón, Trompa]
- Profesorado en Vientos [Flauta, Clarinete, Saxofón, Fagot, Oboe, Trompeta, Trombón, Trompa]
- Profesorado en Órgano
- Profesorado en Canto
- Profesorado en Composición
- Profesorado en Cuerdas [Violín, Viola, Violonchelo y Contrabajo]
- Profesorado en Dirección Coral
- Profesorado en Educación Musical
- Profesorado en Guitarra
- Profesorado en Piano

## Carreras de Posgrado
- Doctorado en Historia
- Doctorado en Lingüística y Lengua

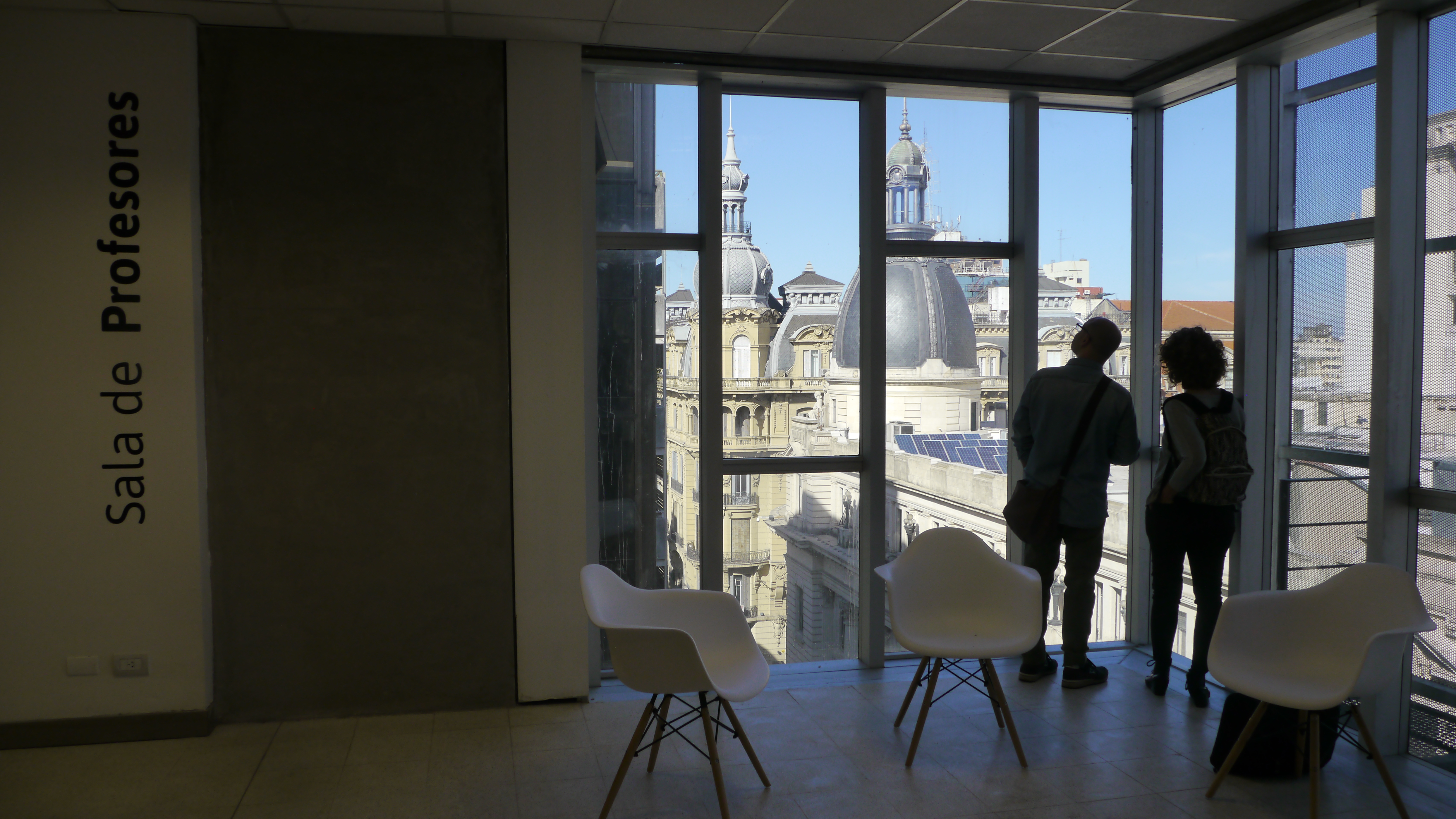
Facultad de Humanidades y Artes (UNR)

- Doctorado en Literatura y Estudios Críticos
- Doctorado en Humanidades y Artes
- Doctorado en Educación
- Doctorado en Arte y Cultura Visual
- Maestría en Teoría Lingüística y Adquisición del Lenguaje
- Maestría en Enseñanza de la Lengua y la Literatura
- Maestría en Historia Social Argentina y Latinoamericana
- Maestría en Enseñanza de la Historia
- Maestría en Prácticas Docentes
- Maestría en Poder y Sociedad desde la problemática del Género
- Maestría en Educación Universitaria
- Maestría en Literatura Argentina
- Maestría en Educación Artística – Mención en Música y Mención en Bellas Artes
- Maestría en Lectura y Escritura
- Maestría en Literatura para niños
- Maestría en Historia Sociocultural
- Maestría en Interpretación de Música de Cámara
- Maestría en Estudios Latinoamericanos y del Caribe
- Maestría en didáctica de la Educación Física
- Especialización en Adquisición y Enseñanza del Español como segunda lengua
- Especialización en Práctica Docente
- Especialización en Enseñanza en la Escuela Media con Mención en: Área de la Lengua y la Literatura, Área de la Matemática, Área de las Ciencias Naturales, Área de las Ciencias Sociales
- Especialización en Estudios Interdisciplinarios en Sexualidades y Género
- Especialización en Educación Sexual Integral
- Especialización en Extensión en Educación Superior

## Carreras de Postítulo
- Artes Escénicas
- Artes Plásticas
- Bibliotecología y documentación

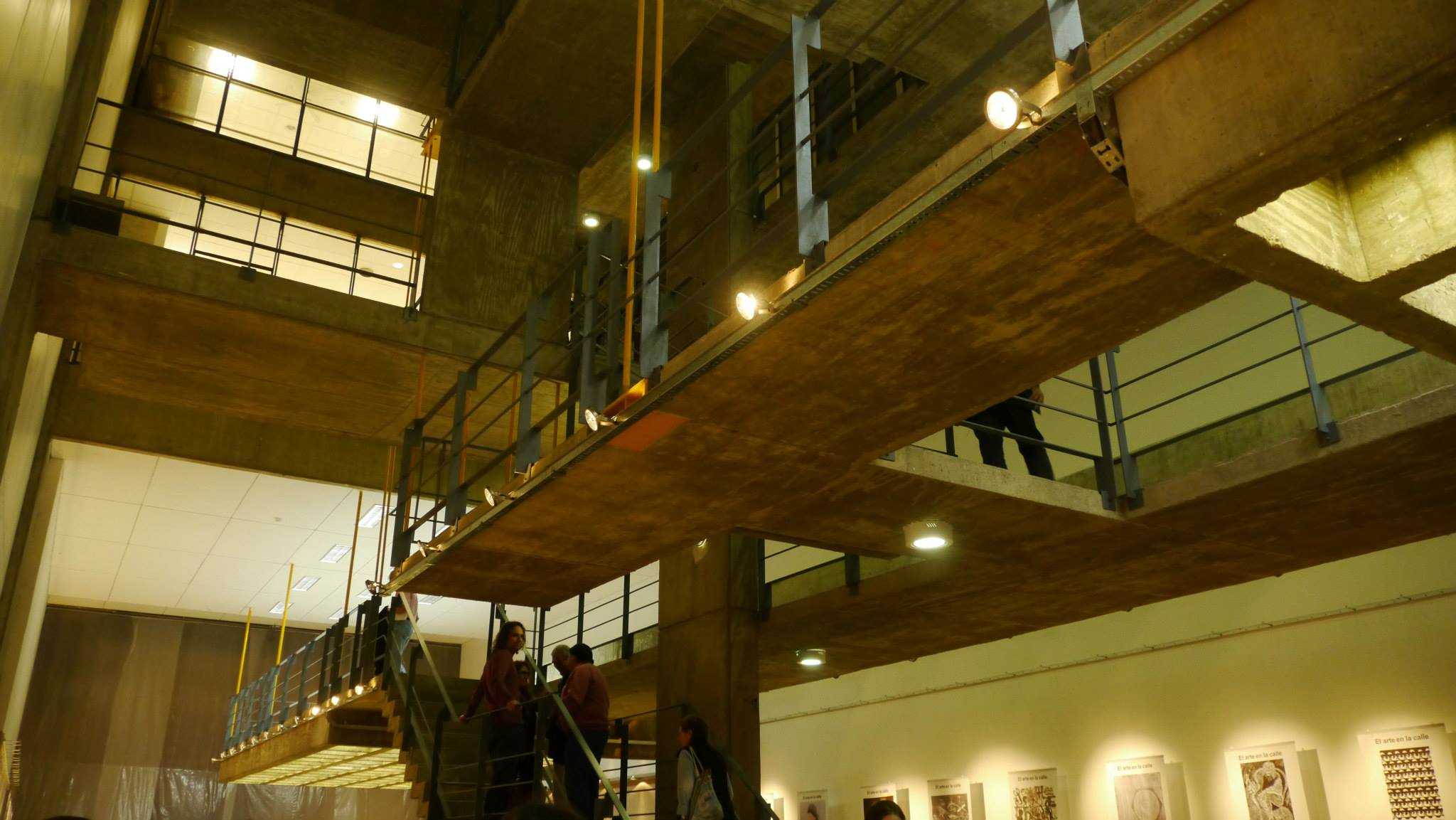
Facultad de Humanidades y Artes (UNR)

- Discapacidad, Inclusión Educativa y Derechos Humanos
- Educación de Adultos
- Educación Física
- Educación para el Nivel Inicial y Jardines Maternales
- Estética de la imagen
- Geografía
- Indumentaria, Moda y Arte
- Lengua
- Lengua y Literatura
- Literatura Infantil
- Museología y Conservación del Patrimonio
- Política y Gestión Institucional en Educación

## Autoridades
- Decano: Prof. Alejandro Vila

- Vicedecana: Prof. María Cristina Pérez

#### Secretarios y Directores de Áreas
- Secretario Académico: Lic. Federico C. Donner
- Secretaria de Ciencia y Tecnología: Dra. Liliana I. Pérez
- Secretarix de Comunicación: Tec. Didac Terre
- Secretario de Consejo: Lic. Mariano Balla
- Secretaria de Cultura: Lic. Candela Avendaño
- Secretario de Derechos Humanos y Pluralismo Cultural: Prof. Santiago Montes
- Secretario de Extensión Universitaria: Sr. Adrián Polzicoff
- Secretaria Financiera: C.P. Gabriela Maliandi
- Secretaria de Políticas Sexogenéricas: Mg. Natalia Cocciarini
- Secretario Privado del Decano: Prof. Alfio Federico
- Secretario de Relaciones Estudiantiles: Lic. Prof. Tomás Giroud Guillet
- Secretaria de Relaciones Internacionales: Dra. María Emilia Vico
- Secretario de Innovación y Planificación: Sr. Fernando Martín Correa
- Directora del IECH: Dra. Sandra Contreras
- Directora del Instituto De Investigaciones: Dra. Miriam Moriconi
- Directora de Posgrado: Lic. Violeta Jardón
- Director HyA ediciones: Prof. Rubén Chababo
- Directora general de Servicios Administrativos: Sra. Adriana Dana
- Coordinadora del Área de Capacitación y Formación Continua: Prof. Norma Placci
- Coordinadora del Área de Apoyo a la Carrera Docente: Prof. María Eugenia Martí
- Coordinadora del Área de Diplomaturas: Dra. Virginia Gonfiantini

#### Directores de Escuela
- Antropología: Dr. Nicolás Barrera
- Bellas Artes: Lic. Valeria Gericke
- Ciencias de la Educación: Dra. Natalia Fattore
- Filosofía: Prof. Melina Mailhou
- Gestión Cultural: Lic. Marcela Valdata
- Historia: Dra. Laura Luciani
- Lenguas: Dra. Florencia Miranda
- Letras: Dr. Javier Gasparri
- Música: Lic. Gabriel Data
- Diseño de Indumentaria y Textil: Lic. María Laura Carrascal

- Datos: Q5854933